# ワシントン郡 (ミネソタ州)
ワシントン郡（英: Washington County）は、アメリカ合衆国ミネソタ州の郡である。人口は26万7568人（2020年）。郡庁所在地はスティルウォーターであり、同郡で人口最大の都市はウッドベリーである。

## 歴史
ワシントン郡は1849年に組織化されたミネソタ準州最初の9郡の1つである。公式には1849年10月27日に組織化され、初代アメリカ合衆国大統領ジョージ・ワシントンに因んで名付けられた。
この地域の初期開拓は、現在の郡の東側、ウィスコンシン州との州境になっているセントクロア川沿いに進められた。この川は上流に人を動かす交通手段にはならず、また下流に材木を流すこともできなかった。地域は森が深く、初期経済は樹木の伐採と製材に頼っていった。
最初の開拓地であり、郡庁所在地になったのはダコタの町であり、現在のスティルウォーター市の北側、ブラウンズ・クリークがセントクロア川に流れ込む地点に1838年には造られていた。このクリークの名前は、ダコタの設立者であるジョセフ・レンショー・ブラウンに因んで名付けられていた。しかし、1839年にマリーン・オン・セントクロアに製材所が造られ、1844年には現在のスティルウォーター市中心街のある場所にも製材所が造られた。これら製材所の成功で、ダコタの住人も惹きつけたスティルウォーターが1846年に郡庁所在地になった。
当初この地域はウィスコンシン準州に属していたが、1848年にウィスコンシンが州に昇格した。1848年8月26日、ブラウンなどの指導者達はこのとき政府が無くなった地域に住む開拓者を招集した。これは後に「スティルウォーター会議」と呼ばれることになった。この会議はジョン・マックジックの店で開催され、新しい準州を「ミネソタ」という名前で創設すべく連邦議会に送る文書を起草し、ヘンリー・ヘイスティングス・シブリーをこの嘆願書を連邦議会に届ける代表者に選出した。この会議が行われたことで、スティルウォーターは「ミネソタの誕生地」と自称している。
公式に準州となった後、地域は成長を続け、1849年には準州知事のアレクサンダー・ラムジーから初代郡保安官が指名された。郡で最初の教育学区は1850年に設立された。
森林を伐採し尽くすと、郡の経済は農業が主になった。隣接するラムゼー郡とセントポール市が成長すると、ワシントン郡はマトウミーダイやランドフォールの町と共に観光やレクリエーションで発展するようになった。20世紀後半、セントポール市の郊外が広がると共に、郡人口が急増した。

## 地理
アメリカ合衆国国勢調査局に拠れば、郡域全面積は423.16平方マイル (1,096.0 km2)であり、このうち陸地391.70平方マイル (1,014.5 km2)、水域は31.46平方マイル (81.5 km2)で水域率は7.43％である。

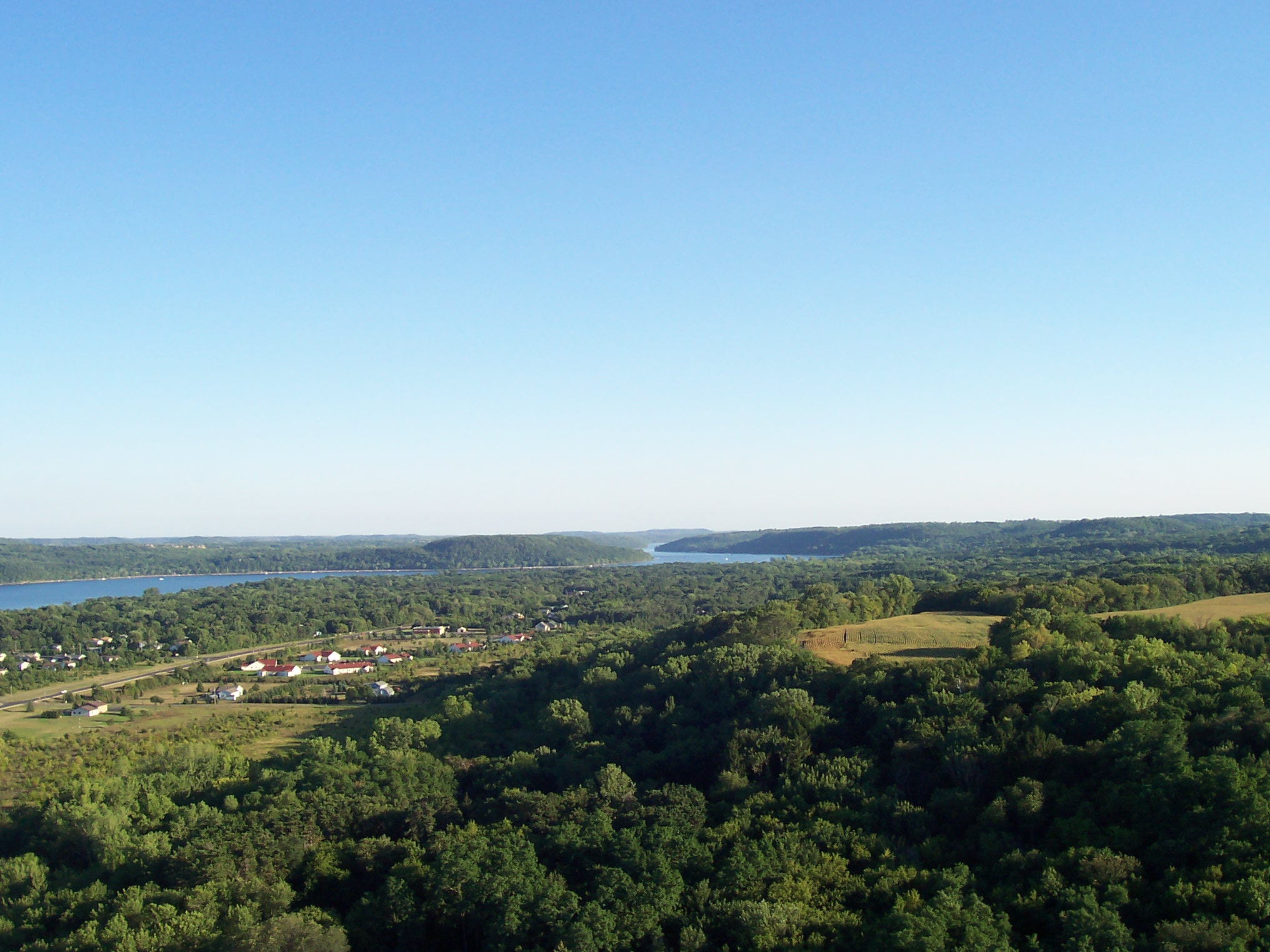
セントクロア・バレー、アフトンから南を望む

### 主要高規格道路
| - 州間高速道路35号線 - 州間高速道路94号線 - 州間高速道路494号線 - 州間高速道路694号線 - アメリカ国道8号線 - アメリカ国道10号線 - アメリカ国道12号線 - アメリカ国道61号線 | - ミネソタ州道5号線 - ミネソタ州道36号線 - ミネソタ州道95号線 - ミネソタ州道96号線 - ミネソタ州道97号線 - ミネソタ州道120号線 - ミネソタ州道244号線 |

### 隣接する郡
- シサゴ郡 - 北
- ポーク郡 (ウィスコンシン州) - 北東
- セントクロワ郡 (ウィスコンシン州) - 東
- ピアース郡 (ウィスコンシン州) - 南東
- ダコタ郡 - 南西
- ラムゼー郡 - 西
- アノーカ郡 - 北西

### 国立保護地域
- ミシシッピ国立河川レクリエーション地域（部分）
- セントクロア国立景観河川路（部分）

## 人口動態

2000人口ピラミッド

以下は2000年国勢調査による人口統計データである。
| 基礎データ - 人口: 201,130人 - 世帯数: 71,462 世帯 - 家族数: 54,668 家族 - 人口密度: 198人/km2（514人/mi2） - 住居数: 73,635軒 - 住居密度: 73軒/km2（188軒/mi2） 人種別人口構成 - 白人: 93.63% - アフリカン・アメリカン: 1.83% - ネイティブ・アメリカン: 0.39% - アジア人: 2.14% - 太平洋諸島系: 0.03% - その他の人種: 0.60% - 混血: 1.37% - ヒスパニック・ラテン系: 1.94% 先祖による構成 - ドイツ系：32.7％ - ノルウェー系：11.1％ - アイルランド系：9.8％ - スウェーデン系：7.5％ 年齢別人口構成 - 18歳未満: 29.4% - 18-24歳: 6.8% - 25-44歳: 32.9% - 45-64歳: 23.2% - 65歳以上: 7.6% - 年齢の中央値: 35歳 - 性比（女性100人あたり男性の人口） - 総人口: 98.8 - 18歳以上: 96.8 | 世帯と家族（対世帯数） - 18歳未満の子供がいる: 41.6% - 結婚・同居している夫婦: 64.8% - 未婚・離婚・死別女性が世帯主:87.5% - 非家族世帯: 23.5% - 単身世帯: 18.7% - 65歳以上の老人1人暮らし: 5.4% - 平均構成人数 - 世帯: 2.77人 - 家族: 3.19人 収入と家計 - 収入の中央値 - 世帯: 66,305米ドル - 家族: 74,576米ドル - 性別 - 男性: 49,815米ドル - 女性: 33,804米ドル - 人口1人あたり収入: 28,148米ドル - 貧困線以下 - 対人口: 2.9% - 対家族数: 2.0% - 18歳未満: 3.5% - 65歳以上: 4.1% |

## スーパーファンド適用地域と環境破壊
郡内には、土壌汚染や地下水汚染のために、アメリカ合衆国環境保護庁のスーパーファンドが適用される地域が3か所あった。現在もベイタウン郡区地下水プルームとオークデール・ダンプが残っているが、ワシントン郡ランドフォールは浄化され、1996ん年にリストから外された。

## 都市と郡区
| 都市 | 都市 | 郡区 | ゴーストタウン                |
| --- | --- | --- | ----------------------------- |
| - ウッドベリー - アフトン - ベイポート - バーチウッドビレッジ - コテッジグローブ - デルウッド - フォレストレイク - グラント - ヘイスティングス † - ヒューゴ - レイクエルモ - レイクセントクロアビーチ - レイクランドショアーズ - レイクランド | - ランドフォール - マトウミーダイ - マリーン・オン・セントクロア - ニューポート - オークパークハイツ - オークデイル - パインスプリングス - スカンディア - セントメアリーズポイント - セントポールパーク - スティルウォーター - 郡庁所在地 - ウィラニー - ホワイトベアレイク ‡ | - ベイタウン - デンマーク - グレイクラウドアイランド - メイ - スティルウォーター - ウェストレイクランド | - ガーレン - ポイントダグラス |

- † ヘイスティングス市はダコタ郡の郡庁所在地だが、小部分がワシントン郡に入っている
- ‡ ホワイトベアレイク市の大部分はラムゼー郡内にあり、小部分がワシントン郡に入っている

## 観光地
- アフトン州立公園
- アフトンアルプス・スキー場
- ゲイトウィステート・トレイル
- ウィリアム・オブライエン州立公園

### 地域公園
- ビッグマリーン公園保存地
- コテージグローブ谷地域公園
- エルモ湖公園保存地
- パインポイント公園
- ポイントダグラス公園
- セントクロア断崖地域公園
- スクェア湖郡立公園[10]

## 郡の記録
ワシントン郡の記録は研究用ならば利用できる。学校、地区と市の委員会、郡政委員会、郡監督官、一般訴訟裁判所、遺言検認裁判所、セントポール市政委員会の各記録および機関史に関する記録がある。